# Ćovdin
Ćovdin (en serbe cyrillique : Ћовдин) est une localité de Serbie située dans la municipalité de Petrovac na Mlavi, district de Braničevo. Au recensement de 2011, elle comptait 1 031 habitants.
Ćovdin, officiellement classé parmi les villages de Serbie, est situé à 14 km au sud de Petrovac na Mlavi.

## Démographie

### Évolution historique de la population
| 1948  | 1953  | 1961  | 1971  | 1981  | 1991  | 2002  | 2011  |
| ----- | ----- | ----- | ----- | ----- | ----- | ----- | ----- |
| 1 867 | 1 948 | 1 977 | 1 893 | 1 789 | 1 688 | 1 066 | 1 031 |

|  |